# Nagroda Miasta Krakowa
Nagroda Miasta Krakowa – nagroda przyznawana wybitnie zasłużonym dla Krakowa obywatelom tego miasta.

## Historia
Tradycja Nagród Miasta Krakowa sięga XVI wieku. Pierwszym laureatem został Mikołaj Jaskier w 1535 za kodyfikację prawa miejskiego. Początkowo nagrody wręczano sporadycznie. Od 1930 przyznawane były regularnie za wybitne dzieła literackie, które przyczyniały się do rozwoju kultury polskiej. Po przerwie spowodowanej II wojną światową, powrócono do tej tradycji w listopadzie 1945, rozszerzając w następnych latach kategorie nagród o dziedziny plastyki, muzyki, architektury, nauki, przemysłu artystycznego, od 1954 teatru i sztuki konserwatorskiej, zaś od 1958 także fotografii artystycznej. Po 1989 roku kilkakrotnie zmieniano regulamin. Od 2003 nagrody są przyznawane w czterech dziedzinach: kultury i sztuki, nauki i techniki, sportu oraz za studenckie prace dyplomowe.

## Zasady przyznawania
Nagroda jest przyznawana przez Prezydenta Miasta po rozpatrzeniu wniosków i na podstawie rekomendacji dokonywanej przez Komisję Nagród, w skład której wchodzą: Prezes Polskiej Akademii Umiejętności (w funkcji przewodniczącego), dyrektor Wydziału Kultury i Dziedzictwa Narodowego Urzędu Miasta, przewodniczący Komisji Kultury, Promocji i Ochrony Zabytków Rady Miasta Krakowa oraz dziewięciu przedstawicieli krakowskiego środowiska nauki, kultury, sztuki oraz sportu – po trzech przedstawicieli wskazanych przez Polską Akademię Umiejętności, Radę Miasta Krakowa oraz Prezydenta Miasta Krakowa.
Nagrody w dziedzinie nauki i techniki są przyznawane za wybitne prace naukowe, naukowo – badawcze, edytorskie, projektowe, konstrukcyjne, nowe rozwiązania procesów technologicznych, wdrażanie ich na terenie miasta Krakowa.

Nagrody w dziedzinie kultury i sztuki są przyznawane za wybitne osiągnięcia w zakresie twórczości literackiej, teatralnej, muzycznej, plastycznej i filmowej, a także za upowszechnianie krakowskiej kultury i sztuki w kraju i za granicą.

Nagrody w dziedzinie sportu są przyznawane za osiągnięcia sportowe w zawodach rangi mistrzostw Europy, świata i olimpiady, ustanowienia rekordu świata lub Europy, za osiągnięcia w zakresie rehabilitacji ruchowej i upowszechnianie kultury fizycznej i sportu na terenie miasta Krakowa.

Nagrody za prace dyplomowe studentów są przyznawane absolwentom krakowskich uczelni za szczególnie wartościowe prace.

## Laureaci
Źródło:
- 1930 – Antoni Waśkowski
- 1933 – Józef Aleksander Gałuszka, Michał Rusinek
- 1934 – Aniela Gruszecka
- 1935 – Zygmunt Nowakowski
- 1936 – Jan Wiktor
- 1937 – Maria Pawlikowska-Jasnorzewska
- 1938 – Ludwik Hieronim Morstin
- 1945 – Julian Przyboś
- 1946 – Eugeniusz Eibisch, Roman Palester, Jerzy Szaniawski
- 1947 – Czesław Boratyński, Jan Maklakiewicz, Zygmunt Radnicki, Tadeusz Sinko, Wiesław Zarzycki
- 1948 – Kornel Filipowicz, Józef Gałęzowski, Karol Homolacs, Teodor Marchlewski, Andrzej Panufnik, Wojciech Weiss
- 1949 – Witold Budryk, Witold Chomicz
- 1954 – Karol Estreicher, Piotr Perkowski, Zbigniew Solawa, Andrzej Stopka, Wisława Szymborska, Władysław Woźnik
- 1955 – Jerzy Bandura, Wacław Nowakowski, Adam Polewka, Stanisław Wiechowicz
- 1956 – Helena i Roman Husarscy, Stefan Kisielewski, Kazimierz Szubert, Jan Wiktor
- 1957 – Maria Jarema, Stanisław Lem, Artur Malawski, Marian Słonecki, Tadeusz Wesołowski
- 1958 – Adam Bochnak, Jerzy Dobrzycki, Tadeusz Hołuj, Zofia Jaroszewska, Tadeusz Ochlewski, Czesław Rzepiński, Władysław Szafer, Henryk Sztompka, Krystyna Zbijewska
- 1959 – Halina Czerny-Stefańska, Jerzy Fedkowicz, Antonina Klońska, Marian Mięsowicz, Adolf Niedworek, Tadeusz Różewicz, Jacek Stwora, Stefan Świszczowski
- 1960[5] – teatralna:Tadeusz Białkowski, plastyczna: Karol Frycz, literacka: Jalu Kurek i Stefan Otwinowski, naukowa: Jan Stanisław Olbrycht, architektoniczna: Tadeusz Ptaszycki, za pracę przy upowszechnianiu kultury: Bronisław Rutkowski i Maria Biliżanka, konserwatorska: Jerzy Szablowski, muzyczna: Eugenia Umińska
- 1961 – Tadeusz Dobrowolski, Eugeniusz Fulde, Ludwik Gardowski, Leopold Grzyb, Janusz Ingarden, Jan Kurczab, Władysław Machejek, Marian Promiński, Regina Smendzianka, Jonasz Stern, Witold Taszycki
- 1962 – Eugeniusz Białek, Tadeusz Mandecki, Bronisław Schönborn
- 1963 – Zenon Klemensiewicz, Tadeusz Krzemiński, Alojzy Siwecki
- 1964 – Władysław Błachut, Józef Kluza
- 1965 – Władysław Bodnicki, zespół Polskiego Wydawnictwa Muzycznego, redakcja „Dziennika Polskiego”
- 1966 – Maria Bednarska, Tadeusz Kwiatkowski, Wacław Taranczewski, Zespół Pieśni i Tańca Wojewódzkiego Związku Spółdzielni Pracy „Krakowiacy”
- 1967 – Włodzimierz Hodys, Danuta Michałowska, Eugeniusz Rybka, Juliusz Weber
- 1968 – Zygmunt Hübner, zespół Państwowej Filharmonii im. K. Szymanowskiego
- 1969 – Halina Gryglaszewska, zespół Teatru Lalki i Maski „Groteska”
- 1970 – Jan Adamczewski, Krystyna Moszumańska-Nazar, Zespół Pieśni i Tańca „Słowianki”
- 1971 – Karol Bunsch, Jerzy Katlewicz, Józef Szajna, Wiktor Zin
- 1972[6] – Bronisław Chromy, Bronisław Dąbrowski, Włodzimierz Gruszczyński, Aleksander Krawczuk, Ryszard Kłyś, Krzysztof Penderecki, Andrzej Stopka
- 1973[7] – Adam Bujak, Antoni Dałkowski, Jerzy Harasymowicz, Krzysztof Jasiński, Marian Konieczny, Konrad Swinarski, Teresa Stanisławska, Krystyna Wróblewska, Józef Zając, „Trio Barokowe”
- 1974[8] – Wiesław Białowąs, Henryk Hermanowicz, Zofia Jaremowa, Jan Jargoń, Zygmunt Konieczny, Jan Nowicki, Andrzej Pietsch, Jan Szancenbach, Tadeusz Śliwiak, Edward Waligóra
- 1975[9] – Marian Cebulski, Andrzej Kozak, Andrzej Kurz, Leszek Aleksander Moczulski, Lidia i Jerzy Skarżyńscy, Kazimierz Wiśniak, Maria Wojciechowska, Witold Zechenter, Włodzimierz Puchalski, „Trio Krakowskie” w składzie: Jerzy Łukowicz, Antoni Cofalik i Krzysztof Okoń
- 1976 – Jerzy Jarocki, Julian Kawalec, Wojciech Krakowski, Anna Świrszczyńska, Adam Walaciński
  - w dziedzinie nauki i techniki: Piero Innocenti[10]
- 1977 – Kaja Danczowska, Jan Paweł Gawlik, Jerzy Krasowski, Jan Bolesław Ożóg, Mieczysław Porębski, Bogusław Schaeffer, Krystyna Skuszanka, Konrad Srzednicki, Juliusz Wolski
- 1978[11] – Jerzy Bińczycki, Ewa Demarczyk, Stefan Gałkowski, Tadeusz Kantor, Feliks Konopka, Krzysztof Miklaszewski, Krzysztof Missona, Mieczysław Tomaszewski, Igor Trybowski, Marian Wieczysty
- 1979[12] – Anna Dymna, Stanisław Gałoński, Ludwik Jerzy Kern, Tadeusz Kudliński, Bronisław Kurek, Kazimierz Mikulski, Zbigniew Siatkowski, Marek Stachowski, Maciej Szumowski, Jerzy Trela, Władysław Zalewski
- 1980 – Teresa Budzisz-Krzyżanowska, Włodzimierz Kunz, Jan Migdalski, Wiesław Ochman, Marek Rostworowski, Janusz Roszko, Jerzy Segda, Marek Sołtysik, Ludwik Stefański, Maciej Słomczyński, Klub pod Jaszczurami
- 1981 – Stanisław Balewicz, Stefan Maciejewski, Jerzy Madeyski, Hanna Malewska, Daniel Mróz, Janusz Muniak, Stanisław Rodziński, Piotr Skrzynecki, Janina Rogalska, Jadwiga Romańska-Gabryś, Zdzisław Zygulski
- 1982 – Leszek Długosz, Teresa Chylińska, Zygmunt Szweykowski
- 1983 – Mira Jaworczakowa, Juliusz Łuciuk, Ewa Michnik, Bruno Miecugow
- 1984 – Romana Bobrowska, Jerzy Broszkiewicz, Zbigniew Bujarski, Mieczysław Czuma, Henryk Markiewicz, Krzysztof Meyer (nie przyjął)
- 1985 – Barbara Bartkowicz, Teresa Bieńkowska, Stanisław Gawęda, Wojciech Kawiński, Jerzy Nowakowski, Kazimierz Olszański, Cezary Stypułkowski, Edward Zacny, Stefan Zając, Andrzej Zarycki
- 1986 – Artur Bober, Bogusław Dunaj, Adam Kaczyński, Hugo Krzyski, Zbigniew Wyszyński
- 1987 – Tadeusz Bradecki, Wit Jaworski, Helena Łazarska, Jerzy Nowosielski
- 1988 – Jerzy Bresticzker, Franciszek Bunsch, Józef Lachner, Leszek Ludwikowski, Krzysztof Ożóg, Andrzej Pilch, Stanisław Radwan, Tadeusz Szaniecki
- 1990 – Joachim Grubich, Bogusław Grzybek, Krzysztof Lisowski, Zbigniew Łagocki, Kazimierz Olszański, Jan Poprawa, Jerzy Radziwiłowicz, Michał Rożek, Tadeusz Skoczek

- 1994
  - w dziedzinie kultury i sztuki – Jerzy Fedorowicz, Zbigniew Preisner
  - w dziedzinie nauki i techniki – prof. Witold Cęckiewicz, ks. dr Tadeusz Przybylski, prof. Stanisław Urbańczyk
- 1995
  - w dziedzinie kultury i sztuki – Ewa Lipska, Jerzy Stuhr
  - w dziedzinie nauki i techniki – zespół prof. Antoniego Dziatkowiaka, prof. Marian Plezia
  - w dziedzinie sportu – Krzysztof i Wacław Wieczorkowie
  - za prace dyplomowe – Bogusław Michalec – AR, Magdalena Rój – AR, Jadwiga Sowa – PK, Szczepan Tesarowicz – AM
- 1996
  - w dziedzinie kultury i sztuki – Jerzy Nowosielski, Witold Skulicz
  - w dziedzinie nauki i techniki – Jolanta Zielińska, prof. Jan Woleński
  - w dziedzinie sportu – Ludwik Miętta-Mikołajewicz
  - za prace dyplomowe – Katarzyna Gaweł – UJ, Katarzyna Puchalska-Miętus – AWF, Andrzej Szczerski – UJ, Robert Salisz – UJ
- 1997
  - w dziedzinie kultury i sztuki – prof. Janina Kraupe-Świderska, prof. dr hab. Zdzisław Żygulski jr.
  - w dziedzinie nauki i techniki – prof. dr hab. Jacek Purchla, zespół: prof. dr hab. Stanisława Konturka i dr Władysława Bielańskiego
  - w dziedzinie sportu – Robert Korzeniowski
  - za prace dyplomowe – Kinga Bugajska UJ
- 1998
  - w dziedzinie kultury i sztuki – Julian Kornhauser, Krystian Lupa, Jerzy Panek
  - w dziedzinie nauki i techniki – zespół prof. Janusza Bogdanowskiego
  - za prace dyplomowe – Edyta Środa AM
- 1999
  - w dziedzinie kultury i sztuki – prof. dr hab. Jerzy Banach, Jarosław Śmietana
  - w dziedzinie nauki i techniki – zespół architektów z Politechniki Krakowskiej (prof. dr hab. inż. arch. Stanisław Juchnowicz, dr inż. arch. Ewa Pazderowa, dr inż. arch. Bogusław Podhalański, mgr inż. arch. Jolanta Nakoneczny, dr hab. inż. Andrzej Rudnicki), zespół naukowców z Pracowni Radiospektroskopii Nowotworów i Radiobiologii IBM UJ (prof. dr hab. Stanisław Łukiewicz, dr Przemysław M. Płonka, dr Beata Płonka, dr Krystyna Cięszka, dr Stanisław Pająk, mgr inż. Jolanta Pawlus)
  - za prace dyplomowe – Artur Chalecki, Joanna Strojek, Anna Kostuch, Wojciech Janusz
- 2000
  - w dziedzinie kultury i sztuki – Krzysztof Penderecki, Leszek Elektorowicz
  - w dziedzinie nauki i techniki – zespół stereotaktyczny instytutu Neurologii Collegium Medicum UJ (prof. dr hab. Igor Gościński, prof. dr hab. Józef Kałuża, dr Marek Moskała, dr Dariusz Adamek, dr Henryka Uhl, lek. Mariusz Krupa, lek. med. Jarosław Polak), prof. dr hab. Ludwik Mroczka
  - w dziedzinie sportu – Robert Musiorski, Marcin Urbaś
  - za pracę dyplomową – Marta Muzyka, Agnieszka Draus, Magdalena Świszczowska
- 2001
  - w dziedzinie kultury i sztuki – Jan Józef Szczepański
  - w dziedzinie nauki i techniki – prof. dr hab. Maria Podraza-Kwiatkowska, prof. dr hab. Stanisław Mrowec, dr Jan Blecharz i prof. dr hab. Jerzy Żołądź
  - w dziedzinie sportu – Robert Korzeniowski
  - za prace dyplomowe – Klaudia Sobocińska, Tomasz Konik
- 2002
  - w dziedzinie kultury i sztuki – prof. dr hab. Jan Błoński, prof. Jerzy Skarżyński
  - w dziedzinie nauki i techniki – prof. dr hab. Kazimierz Kowalski, prof. dr hab. Tadeusz Popiela
  - w dziedzinie sportu – Wacław Wieczorek i Krzysztof Wieczorek
  - za prace dyplomowe – Anna Borowska, Justyna Kiliańczyk-Zięba, Anna Sękowska, Aldona Warzecha, Aleksandra Wolczko
- 2003
  - w dziedzinie kultury i sztuki – zespół redakcyjny Tygodnika Powszechnego, Stowarzyszenie Kultury Akademickiej Instytut Sztuki, prof. Elżbieta Stefańska, Adam Zieliński
  - w dziedzinie sportu – Maciej Żurawski
  - za prace dyplomowe – Kinga Kiwała, Anna Hebda i Michał Małocha
- 2004
  - w dziedzinie kultury i sztuki – prof. Wiesław Kwaśny, Józef Baran
  - w dziedzinie nauki i techniki – prof. Roman Ciesielski, dr Karolina Grodziska, prof. Władysław Stróżewski
  - prace dyplomowe – Paweł Byrski (PK), Tomasz Małkowski i Rafał Skoczylas (PK), Jan Pencakowski (ASP), Ilona Wikalińska (AGH), Barbara Zbroja (UJ)
- 2005
  - w dziedzinie kultury i sztuki – Danuta Leszczyńska-Kluza, Janusz Jutrzenka Trzebiatowski
  - w dziedzinie nauki i techniki – prof. Zbigniew Engel, prof. Józef Andrzej Gierowski, prof. Aleksander Koj
  - za prace dyplomowe – Aleksander Dziedzic (AGH), Agnieszka Sosin (AWF)
- 2006
  - w dziedzinie kultury i sztuki – Jerzy Bereś, prof. Witold Cęckiewicz, Adam Zagajewski, Międzynarodowe Centrum Kultury
  - w dziedzinie nauki i techniki – prof. Roman Pampuch, prof. Tadeusz Ulewicz
- 2007
  - w dziedzinie kultury i sztuki – Anna Polony, Zygmunt Konieczny, Ryszard Krynicki, Ryszard Otręba
  - w dziedzinie nauki i techniki – prof. Janusz Sondel
  - za prace dyplomowe – Monika Hepel i Agnieszka Kolber (PK), Dominika Lemler (UJ), Aneta Norek (AM), Marta Ślusarek (AE obecnie UE), Anna Zug (UJ)
- 2008
  - w dziedzinie kultury i sztuki – Jan Boba, Zofia Gołubiew, Elżbieta Towarnicka, Jerzy Trela
  - w dziedzinie nauki i techniki – prof. Marta Wyka
  - za prace dyplomowe – Dorota Dreścik
- 2009
  - w dziedzinie kultury i sztuki
    - Stanisław Bryndza-Stabro za wybitne dokonania w zakresie literatury
    - Krzysztof Globisz za wybitne dokonania aktorskie

  - w dziedzinie nauki i techniki
    - Ryszard Tadeusiewicz za wybitne osiągnięcia w zakresie informatyki i automatyki
    - Franciszek Ziejka za wybitne dokonania w zakresie historii literatury
    - Zdzisław Noga za opracowanie Atlasu Historii Krakowa

  - za prace dyplomowe
    - Przemysław Nizio (ASP) za wyróżniającą się pracę dyplomową pt. Dzienniki 2007/2008 – praca teoretyczna Kompozycje wielofiguratywne – cykl obrazów.
    - Małgorzata Anna Gierada (UR) za wyróżniającą się pracę dyplomową pt. Mykoflora występująca na ścianach kaplic i w powietrzu atmosferycznymw zabytkowej Bazylice Mariackiej w Krakowie.
    - Justyna Pyssa (AGH) za wyróżniającą się pracę doktorską pt. Dobór technologii unieszkodliwiania odpadów niebezpiecznych w aspekcie ochrony środowiska na przykładzie województwa małopolskiego.
    - Daniel Prusak (AGH) za wyróżniającą się pracę doktorską pt. Mikrorobot o strukturze równoległej – sterowanie wizyjne.
    - Joanna Szwed i Barbara Buczek (PK) za wyróżniającą się pracę dyplomową pt. Koncepcja oświetlenia bulwarów wiślanych w Krakowie na odcinku od mostu Zwierzynieckiego po stopień wodny na Dąbiu.

- 2010
  - w dziedzinie kultury i sztuki
    - Andrzej Mleczko za wybitne dokonania twórcze
    - Jan K. Ostrowski za wybitne osiągnięcia w zakresie historii sztuki i odnowy Zamku Królewskiego na Wawelu
    - Jan Pieszczachowicz za dokonania w zakresie krytyki literackiej i redakcję pism społeczno-kulturalnych

  - w dziedzinie nauki i techniki
    - Jerzy Lesław Wyrozumski za szczególne osiągnięcia w zakresie badań mediewistycznych, zwłaszcza nad dziejami średniowiecznego Krakowa
    - zespół lekarski prof. Jacka Dubiela (w składzie: prof. Jacek Dubiel, dr Dariusz Dudek, dr Artur Dziewierz, dr Tomasz Rakowski i dr Zbigniew Siudak) za wybitne osiągnięcia w zakresie kardiologii interwencyjnej

  - za prace dyplomowe
    - Michał Kumorek (UE) za pracę pt. Wieżowiec w panoramie historycznego miasta (na przykładzie Krakowa).
    - Krzysztof Kucz (AGH) za pracę pt. Analiza czynników wpływających na jakość powietrza w Krakowie.
    - Tomasz Głowacz (ASP) za pracę pt. Problematyka konserwacji markieterii w stylu Boulle’a. Próba zastosowania żywic syntetycznych do imitacji szylkretu.
    - Barbara Izabela Wysocka (PWST) za pracę pt. Luk Perceval. Penthesilea.

- 2011[13][14]
  - w dziedzinie kultury i sztuki:
    - Andrzej Wajda i Krystyna Zachwatowicz za wybitne dokonania w dziedzinie kultury
    - Dorota Segda za wybitne kreacje aktorskie
    - Mariusz Kwiecień za wybitne osiągnięcia artystyczne
    - Józef Opalski za wybitne osiągnięcia w dziedzinie kultury

  - w dziedzinie nauki i techniki:
    - prof. Antoni Jackowski za wybitne osiągnięcia w zakresie geografii turyzmu i religii.

  - w dziedzinie sportu: nagrody nie przyznano.
  - za prace dyplomowe:
    - Dariusz Grabowski (PK) za pracę magisterską nt. Zastosowania metody NATM do budowy tunelu drogowego pod Wzgórzem Błogosławionej Bronisławy w Krakowie (projekt wstępny).
    - Edyta Gracz-Chmura (UJ) za pracę doktorską pt. Literatura romantyczna w Krakowie 1827-1863. Zarys monograficzny.
    - Agnieszka Kornecka i Łukasz Michalski (PK) za pracę magisterską pt. Projekt koncepcyjny podziemnej stacji premetra pod ulicą Czarnowiejską w Krakowie w zakresie architektoniczno – funkcjonalnym, konstrukcyjnym i technologicznym.
    - Katarzyna Michałowska (PK) za pracę magisterską pt. Rewitalizacja Dzielnicy Grzegórzki w Krakowie. Kompleks muzyczny.
    - Anna Sękowska (ASP) za pracę doktorską pt. Portret Króla Zygmunta Starego z Katedry na Wawelu.
    - Marcin Starzyński (UJ) za pracę doktorską pt. Krakowska rada miejska w średniowieczu.

- 2012
  - w dziedzinie kultury i sztuki:
    - Małgorzata Olkuska za całokształt dokonań
    - Leszek Aleksander Moczulski za całokształt dokonań
    - Mikołaj Grabowski za całokształt dokonań

  - w dziedzinie nauki i techniki: nagrody nie przyznano
  - w dziedzinie sportu: nagrody nie przyznano
  - za prace dyplomowe:
    - Anna Kocot (UJ) za pracę doktorską pt. Kształt typograficzny szesnastowiecznych druków krakowskich – oficyny Floriana Unglera i Macieja Wirzbięty.
    - Joanna Olchawska (AGH) za pracę magisterską pt. Analiza możliwości ograniczenia emisji zanieczyszczeń do powietrza autobusów komunikacji miejskiej w Krakowie.

- 2013
  - w dziedzinie kultury i sztuki
    - Krzysztof Jasiński
    - prof. Jan Pamuła

  - w dziedzinie nauki i techniki
    - prof. dr hab. Adam Strzałkowski
    - zespół architektów z Politechniki Krakowskiej w składzie: dr hab. inż. arch. Zbigniew Myczkowski (kierownik zespołu), dr inż. arch. Krzysztof Wielgus, dr inż. arch. Urszula Forczek-Brataniec, mgr inż. arch. kraj. Karol Chajdys, mgr inż. arch. kraj. Karolina Latusek, mgr inż. arch. kraj. Paulina Nosalska, mgr inż. arch. Wojciech Rymsza-Mazur, mgr inż. arch.kraj. Olena Zapolska

  - w dziedzinie sportu
    - Agnieszka Radwańska

  - wyróżnienia za prace dyplomowe
    - Waldemar Komorowski (PK) praca doktorska
    - Jakub Kamiński (AGH) praca magisterska
    - Ewelina Krok (PK) praca magisterska
    - Krzysztof Gardjew (PK) praca magisterska
    - Piotr Pajor (UJ) praca magisterska

- 2014
  - w dziedzinie: kultura i sztuka
    - Jan Peszek za wybitne osiągnięcia w sztuce aktorskiej
    - Michał Niezabitowski za kreatywność i wybitne osiągnięcia w promocji kultury Krakowa

  - w dziedzinie: nauka i technika
    - prof. dr hab. Andrzej Hrynkiewicz za wybitne osiągnięcia w dziedzinie fizyki jądrowej

  - w dziedzinie sportu
    - Natalia Czerwonka za wybitne osiągnięcia sportowe
    - Rafał Sonik za wybitne osiągnięcia sportowe

  - Wyróżnienia za prace dyplomowe
    - Ewa Czachorowska-Zygor (Akademia Muzyczna) praca doktorska pt. Oblicza twórcze Adama Walacińskiego. Muzyka autonomiczna. Muzyka Funkcjonalna. Publicystyka.
    - Mirosław Furmanek (Uniwersytet Jagielloński) praca doktorska pt. Turystyka wyjazdowa niepełnosprawnych ruchowo mieszkańców Krakowa – stan i potrzeby.
    - Bartłomiej Mitka (Akademia Górniczo-Hutnicza) praca magisterska pt. Komputerowa symulacja odbudowy tkanki kostnej metodą elementów skończonych.
    - Mateusz Rzeszutek (Akademia Górniczo-Hutnicza) praca magisterska pt. Ocena oddziaływania Zakładu Termicznego Przekształcania Odpadów Komunalnych w Krakowie na jakość powietrza z wykorzystaniem matematycznego modelu dyspersji CALPUFF.
    - Matylda Siwek (Akademia Wychowania-Fizycznego) praca doktorska pt. Kraków jako centrum turystyki przyjazdowej w latach 1889–1914.
    - Katarzyna Zapart (Akademia Sztuk Pięknych) praca magisterska pt. Hamlet o wielu twarzach. O związku między sztuką teatralną a plakatem na przykładzie Hamleta.

- 2015
  - w dziedzinie: kultura i sztuka nagrody: 
    - Marian Dziędziel za wybitne osiągnięcia w sztuce aktorskiej
    - prof. Jerzy Kucia za wybitne osiągnięcia artystyczne
    - dr Bronisław Maj za wybitne osiągnięcia literackie
    - Joanna Olczak-Ronikier za wybitne osiągnięcia literackie
    - prof. Adam Wsiołkowski za wybitne osiągnięcia artystyczne

  - w dziedzinie: nauka i technika nie przyznano nagrody.
  - w dziedzinie: sport nie przyznano nagrody.
  - Wyróżnienia za prace dyplomowe:
    - Klaudia Sanek (PK) praca magisterska pt. Ogrody Krakusa. Koncepcja rewitalizacji Krzemionek Podgórskich w Krakowie. Kompleks muzealny „Liban”.
    - Agata Kot (AGH) praca magisterska pt. Analiza przyczyn występowania ponadnormatywnych stężeń pyłu PM10 i PM2,5 w powietrzu w Krakowie.
    - Anna Adamczyk (UR) praca magisterska pt. Projekt koncepcyjny rekompozycji Parku Edukacji Globalnej „Wioski Świata” w Krakowie.
    - Marlena Biczak (ASP) praca magisterska pt. Półmrok
    - Izabela Krzeptowska-Moszkowicz (UR) praca dyplomowa pt. Koncepcja zagospodarowania otoczenia przy Collegium Godlewskiego Uniwersytetu Rolniczego im. Hugona Kołłątaja w Krakowie.

- 2016
  - w dziedzinie: kultura i sztuka:
    - Grzegorz Turnau za wybitne osiągnięcia artystyczne
    - prof. Aleksander Skotnicki za wybitne osiągnięcia w rozwoju dialogu polsko-żydowskiego
    - Jerzy Illg za wybitne osiągnięcia w promocji krakowskiej kultury

  - w dziedzinie: nauka i technika:
    - prof. Krzysztof Królas i prof. Marek Stankiewicz za koncepcję i realizację projektu SOLARIUS
    - prof. Janusz K. Kozłowski za osiągnięcia w dziedzinie archeologii

  - w dziedzinie: sport Komisja nie wnioskowała o przyznanie nagrody.
  - Wyróżnienia za prace dyplomowe:
    - Weronika Bogal i Adam Łyko (PK) praca inżynierska pt. Muzeum Historii Podgórza i Obserwatorium Przyrody w Kamieniołomie Liban w Krakowie.
    - Adriana Szulecka (AGH) praca magisterska pt. Porównanie prognostycznych i rzeczywistych wartości stężeń zanieczyszczeń powietrza w Krakowie.
    - Dominika Kruszyna (AWF) praca magisterska pt. Stare Miasto i Kazimierz Projekt mapy dla osób niepełnosprawnych poruszających się na wózku inwalidzkim po Krakowie.
    - Aleksandra Wanda Zajdel (ASP) praca licencjacka pt. Wybrane elementy informacji wizualnej dla Ogrodu Botanicznego Uniwersytetu Jagiellońskiego w Krakowie. 
    - Michał Grzybowski (PK) praca inżynierska pt. Rewaloryzacja założenia parkowego przy Dworku Jana Matejki w Krzesławicach.
    - Dominik Rybiałek (PWST) praca magisterska pt. Motywy żydowskie w Teatrze Śmierci Tadeusza Kantora.

- 2017
  - w dziedzinie: kultura i sztuka:
    - Jan Kanty Pawluśkiewicz za wybitne osiągnięcia w dziedzinie kompozycji
    - prof. dr hab. Beata Szymańska-Aleksandrowicz za wybitne osiągnięcia w dziedzinie poezji
    - Ireneusz Kania za wybitne osiągnięcia w dziedzinie sztuki translatorskiej

  - w dziedzinie: nauka i technika:
    - zespół prof. Władysława Śliwińskiego w składzie: prof. dr hab. Władysław Śliwiński, dr Jakub Bobrowski, dr Malwina Jabczuga-Gębalska, dr Małgorzata Kosińska-Zagajewska, dr Magdalena Niemczyk-Jacek za analizę języka Stanisława Wyspiańskiego

  - w dziedzinie: sport:
    - Maria Springwald za wybitne osiągnięcia sportowe

  - Wyróżnienia za prace dyplomowe:
    - Ewelina Bączek i Paulina Bździuch (AGH) praca magisterska pt. Ocena zmian emisji zanieczyszczenia powietrza z komunikacji miejskiej w Krakowie w latach 2010–2015 wraz z prognozą na rok 2025.
    - Bartłomiej Trybuś (AGH) praca magisterska pt. Lokalizacja starych kościołów i cmentarzy na obszarze Krakowa.
    - Rita Łabuz (PK) praca magisterska pt. Rejon Placu Kossaka na tle przemian przestrzennych Młynówki Królewskiej w Krakowie.
    - Tomasz Gwiazda (UJ) praca magisterska pt. Tempus edax rerum. Utracone kościoły Krakowa wzniesione w okresie od X do XVIII wieku w świetle badań archeologicznych.
    - Joanna Wojtuń (PK) praca magisterska pt.  Zabłocie_4D. Krajobrazowa transformacja ulic.
    - Sonia Bała (UJ) praca magisterska pt. Gotyckie maswerki kościoła Mariackiego w Krakowie.

- 2018[15]
  - w dziedzinie: kultura i sztuka:
    - Wojciech Plewiński za wybitne osiągnięcia w dziedzinie fotografii
    - Andrzej Sikorowski za wybitne osiągnięcia artystyczne

  - w dziedzinie: nauka i technika:
    - prof. dr hab. Stanisław Grodziski za wybitne osiągnięcia naukowe
    - prof. dr hab. med. Agnieszka Słowik i prof. dr hab. med. Tadeusz J. Popiela za stworzenie Centrum Interwencyjnych Terapii Ostrego Udaru Mózgu

  - w dziedzinie: sport:
    - Joanna Mazur za wybitne osiągnięcia sportowe

  - wyróżnienia za prace dyplomowe:
    - Katarzyna Bożena Kołpa (KA) praca magisterska pt. Eksperymentalna Strefa Wystawiennicza – Artystyczny Start Up.
    - Karolina Koprynia (PK) praca magisterska pt. Rewaloryzacja Miasta-Ogrodu – Szpital Specjalistyczny im. dra Józefa Babińskiego w Krakowie.
    - Olga Jaglarz (PK) praca magisterska pt. Fabryka Sztuki – Adaptacja dawnego kompleksu Fabryki M. Peterseima w Krakowie.
    - Justyna Mazur (UR) praca doktorska pt. Układy alejowe w przestrzeni miejskiej Krakowa – charakterystyka, analiza struktury i ocena stanu roślin.
    - Paulina Krupa (ASP) praca magisterska pt. Problematyka konserwatorska gipsowych patynowanych obiektów wielkoformatowych na przykładzie lwowskiego fryzu pt. Wjazd Chrystusa do Jerozolimy z 1904 roku autorstwa Alojzego Bunscha z Bazyliki oo. Franciszkanów w Krakowie.
    - Michał Hyjek (Fundacja Rozwoju Sztuki Intermediów) praca doktorska pt. Implementacja układów elektronicznych w rzeźbach z małopolskich kamienic.

- 2019[16]
  - w dziedzinie: kultura i sztuka:
    - Leszek Wójtowicz za całokształt działalności artystycznej
    - dr hab. Andrzej Franaszek za znaczący wkład w krytykę literacką
    - Andrzej Nowakowski za wszechstronną działalność wydawniczą i artystyczną

  - w dziedzinie: nauka i technika:
    - Zespół w składzie: prof. Renata Przybylska, dr Donata Ochmann, dr Barbara Batko-Tokarz, dr hab. Agata Kwaśnicka-Janowicz, dr Patrycja Pałka, dr Sylwia Przęczek-Kisielak, dr hab., prof. UJ Maciej Rak, dr hab., prof. UJ Kazimierz Sikora za opracowanie słownika gwary krakowskiej
    - Zespół Biologii Chemicznej i Projektowania Leków w składzie: prof. Tadeusz Holak, dr Katarzyna Magiera-Mularz, dr Bogdan Musielak, dr Łukasz Skalniak za osiągnięcia w dziedzinie doświadczalnej immunochemicznej terapii przeciwnowotworowej

  - w dziedzinie sportu nagroda nie została przyznana.
  - wyróżnienia za prace dyplomowe:
    - Natalia Czuma (AGH) praca doktorska pt. Zastosowanie modyfikowanych popiołów lotnych do wychwytywania dwutlenku węgla.
    - Krzysztof Petrus (PK) praca doktorska pt. Garbary w latach 1850–1939. Największe przedmieście Krakowa i jego nowoczesna transformacja na tle przemian urbanistycznych i historii rozwoju przestrzennego.
    - Marcelina Smolarczyk (PK) praca magisterska pt. Krakowski Greenway Wschód. Koncepcja systemu zieleni integrującego nowohuckie parki.
    - Wioletta Maria Nowak (KA) praca inżynierska pt. Muzeum Stanisława Wyspiańskiego w Krakowie.
    - Maciej Górz (UEK) praca inżynierska pt. Certyfikat urbanistyczny miasta Krakowa jako zechęta do zrównoważonej urbanistyki w nowych osiedlach.

- 2020[2]
  - w dziedzinie: kultura i sztuka – prof. Bogumiła Gizbert-Studnicka, Krzysztof Gierat, Maria Anna Potocka, Zbigniew Święch
  - w dziedzinie: nauka i technika – prof. Jonathan Heddle z Małopolskiego Centrum Biotechnologii Uniwersytetu Jagiellońskiego za badania w obszarze syntetycznej biologii strukturalnej oraz zespół w składzie: dr Sebastian Glatt (kierownik), dr Przemysław Grudnik, dr Michał Rawski, dr Piotr Wilk, mgr Klaudia Woś, mgr Kinga Wróbel za prace naukowo-badawcze w zakresie biologii strukturalnej
  - wyróżnienia za prace dyplomowe:
    - Anna Grochowska (UJ) – praca doktorska pt. Święte Wzgórze? (Obecność Wawelu w literaturze, sztuce i kulturzepolskiej w epoce narodowej niewoli).
    - Agnieszka Konior (UJ) – praca doktorska pt. Zarządzanie dziedzictwem kulturowym w kontekście procesu rewitalizacji obszarów poprzemysłowych.
    - Marlena Hajduk (UPJPII) – praca doktorska pt. Dzieje Pałacu Biskupiego w Krakowie w latach 1815–1894.
    - Krzysztof Klus (PK) – praca magisterska pt. Mistrzejowice-Batowice modelowy zespół miejski wg koncepcji TOD w Krakowie.
    - Katarzyna Rabiej-Sienicka (UJ) – praca doktorska pt. Coworking. Indywidualizm we wspólnotowości.
    - Angelika Matras (ASP) – praca magisterska pt. Konserwacja, rekonstrukcja i dekompozycja gipsowego odlewu płyty nagrobnej Filipa Kallimacha z Muzeum Narodowego w Krakowie w kontekście problematyki metalowej konstrukcji wewnętrznej, wzmacniającej obiekt.
    - Elżbieta Wątor (UJ) – praca magisterska pt. Charakterystyka strukturalna specyficzności substratowej ludzkiej syntazy deoxyhypuzyny.
    - Weronika Drzazga (AGH) – praca magisterska pt. Ocena efektów środowiskowych wynikających z ograniczenia emisji zanieczyszczeń powietrza z palenisk domowych w Krakowie.

- 2021[17]
  - w dziedzinie: kultura i sztuka – Joanna Gościej-Lewińska, Witold Bereś, prof. Wiesław Delimat, prof. Władysław Pluta, Michał Zabłocki
  - w dziedzinie: nauka i technika – dr Jarosław Duda, prof. dr hab. Krzysztof Pyrć, zespół w składzie: prof. dr hab. Wojciech Branicki, dr hab. inż. Paweł Łabaj
  - w dziedzinie: sport – Sobiesław Zasada
  - wyróżnienia za prace dyplomowe:
    - Kinga Bazan – praca magisterska pt. Analiza rozmieszczenia ludności w Krakowie dla potrzeb budowania modelu transportowego (Politechnika Krakowska, Wydział Architektury)
    - Alina Krystyna Lis-Przybek – praca magisterska pt. Koncepcja zrównoważonego rozwoju dzielnicy Prądnik Biały na podstawie analiz przestrzennych i zmian w strukturze zieleni miejskiej Krakowa w oparciu o chmury punktów ALS LIDAR (Uniwersytet Rolniczy, Wydział Inżynierii Środowiska i Geodezji)
    - Kamila Łabno-Hajduk – praca doktorska pt. Zofia Hertz (1910-2003). Życie na miarę „Kultury” (Uniwersytet Pedagogiczny, Wydział Humanistyczny Instytut Historii i Archiwistyki)
    - Mariusz Madej – praca doktorska pt. Structural and functional characterization of unique peptide transporter from Gram-negative bacteria Porphyromonas gingivalis (Uniwersytet Jagielloński, Wydział Biochemii, Biofizyki i Biotechnologii)

- 2022[18]
  - w dziedzinie: kultura i sztuka – dr Danuta Glondys, prof. Teresa Malecka, Konrad Pollesch, Joanna Słowińska
  - w dziedzinie: nauka i technika – prof. dr hab. Małgorzata Barańska, dr Krzysztof Brzozowski, dr Adam Wojciechowski, prof. dr hab. med. Dominika Dudek
  - w dziedzinie: sport – Maria Sajdak (Springwald)
  - wyróżnienia za prace dyplomowe:
    - Kacper Górski – praca doktorska pt. Jurysdykcja karna sądu i urzędu grodzkiego krakowskiego w latach 1585-1620. Studium z dziejów staropolskiego wymiaru sprawiedliwości, Kraków 2021
    - Jarosław Klaś – praca doktorska pt. Zarządzanie dziedzictwem kulturowym społeczności lokalnej – przypadek Nowej Huty, Kraków 2021
    - Paulina Marona – praca doktorska pt. Rola białka MCPlP1 w procesach wzrostu, unaczynienia i progresji nowotworowej jasnokomórkowego raka nerki, Kraków 2021

- 2023[19]
  - w dziedzinie: kultura i sztuka – prof. dr hab. Piotr Bożyk, Krzysztof Głuchowski, Małgorzata i Marcin Gołębiewscy, Dorota Pomykała, Czesław Minkus oraz Adolf Weltschek – specjalna Nagroda Prezydenta Miasta Krakowa
  - w dziedzinie: nauka i technika – prof. dr hab. Jan Potempa, prof. dr hab. Czesław Brzoza, dr hab. inż. Katarzyna Wolny-Koładka
  - w dziedzinie sportu nagroda nie została przyznana
  - wyróżnienia za prace dyplomowe:
    - Teresa Wąsowicz (ASP) – praca magisterska pt. Fotografie Jana Motyki ze zbioru Muzeum Fotografii w Krakowie. Inwentaryzacja, analiza technik wykorzystanych przez artystę oraz propozycje konserwatorskie
    - Paulina Barbara Bździuch (AGH) – praca doktorska pt. Model prognozowania emisji z transportu drogowego na potrzeby zarządzania jakością powietrza w Krakowie
    - Katarzyna Wrona (UJ) – praca magisterska pt. Wpływ różnych rodzajów zieleni miejskiej na warunki termiczne i wilgotnościowe w Krakowie

- 2024[20]
  - w dziedzinie: kultura i sztuka – prof. dr hab. Emil Orzechowski, Beata Rybotycka-Jasińska
  - w dziedzinie: nauka i technika: 
    - Nagroda zespołowa: prof. Jacek Purchla, dr hab. Krzysztof Broński, dr hab. Andrzej Laskowski, dr Dominika Hołuj, dr Piotr Miodunka, dr Joanna Senetra-Szeliga, dr Michał Wiśniewski
    - Nagroda zespołowa: dr Przemysław Grudnik, dr inż. Elżbieta Wątor, dr inż. Piotr Wilk
    - Nagroda zespołowa: dr Agnieszka Polończyk-Sudoł, prof. dr hab. inż. Andrzej Leśniak, Przemysław Waśniowski

  - w dziedzinie sportu nagroda nie została przyznana
  - wyróżnienia dla autorów prac dyplomowych:
    - Bożena Boba-Dyga (PK) – praca doktorska pt. O aranżacji konserwatorskiej w architekturze
    - Justyna Kocik-Król (UJ) – praca doktorska pt. Charakterystyka bioaktywności inhibitorów oddziaływania PD-1/PD-L1 z wykorzystaniem klasycznych i nowych modeli in vitro